# Веля (Польща)
Веля (пол. Wiela) — село в Польщі, у гміні Месцисько Вонґровецького повіту Великопольського воєводства.
Населення — 196 осіб (2011).
У 1975-1998 роках село належало до Познанського воєводства.

## Демографія
Демографічна структура станом на 31 березня 2011 року:
|          | Загалом | Допрацездатний вік | Працездатний вік | Постпрацездатний вік |
| -------- | ------- | ------------------ | ---------------- | -------------------- |
| Чоловіки | 106     | 38                 | 59               | 9                    |
| Жінки    | 90      | 22                 | 52               | 16                   |
| Разом    | 196     | 60                 | 111              | 25                   |